# Monomorium orientale
Monomorium orientale är en myrart som beskrevs av Mayr 1879. Monomorium orientale ingår i släktet Monomorium och familjen myror. Inga underarter finns listade i Catalogue of Life.